# Černožice
Černožice település Csehországban, a Hradec Králové-i járásban. Černožice Vlkov, Smiřice, Holohlavy, Habřina, Jaroměř és Rožnov településekkel határos. Lakosainak száma 1121 fő (2024. január 1.).

## Népesség
A település lakosságának változását az alábbi diagram mutatja:
| Lakosok száma | 521  | 652  | 773  | 849  | 1111 | 1230 | 1182 | 1142 | 1092 | 1121 |
|               | 1869 | 1890 | 1921 | 1950 | 1980 | 2001 | 2017 | 2019 | 2022 | 2024 |